# Juszkówka
Juszkówka (biał. Юшкаўка; ros. Юшковка) – wieś na Białorusi, w obwodzie mińskim, w rejonie wilejskim, w sielsowiecie Dołhinów.

## Historia
W czasach zaborów wieś włościańska w powiecie wilejskim, w guberni wileńskiej Imperium Rosyjskiego. W 1866 roku w 8 domach mieszkało 93 osób.
W latach 1921–1945 wieś leżała w Polsce, w województwie wileńskim, w powiecie wilejskim, w gminie Dołhinów.
Według Powszechnego Spisu Ludności z 1921 roku zamieszkiwały tu 155 osób, 154 było wyznania rzymskokatolickiego a 1 prawosławnego. Jednocześnie 18 mieszkańców zadeklarowało polską, 137 białoruską przynależność narodową. Było tu 26 budynków mieszkalnych. W 1931 w 30 domach zamieszkiwały 162 osoby.
Wierni należeli do parafii rzymskokatolickiej i prawosławnej w Dołhinowie. Miejscowość podlegała pod Sąd Grodzki w Dołhinowie i Okręgowy w Wilnie; właściwy urząd pocztowy mieścił się w Dołhinowie.
W wyniku napaści ZSRR na Polskę we wrześniu 1939 roku miejscowość znalazła się pod okupacją sowiecką. 2 listopada została włączona do Białoruskiej SRR. Od czerwca 1941 roku pod okupacją niemiecką. W 1944 roku miejscowość została ponownie zajęta przez wojska sowieckie i włączona do Białoruskiej SRR.
Do 1962 roku w sielsowiecie Siwce.
Od 1991 roku w składzie niepodległej Białorusi.